# Wincenty Pstrowski
Wincenty Pstrowski (ur. 28 maja 1904 w Desznie, zm. 18 kwietnia 1948 w Krakowie) – polski górnik (rębacz dołowy). W PRL uznany za wzór przodownika pracy; uhonorowany najwyższym ówczesnym państwowym odznaczeniem – orderem Budowniczego Polski Ludowej.

## Życiorys
Ojciec Kazimierz, był wyrobnikiem folwarcznym, a matka Zofia zajmowała się gospodarstwem domowym. Od 1928 do 1934 pracował w kopalni węgla kamiennego Mortimer, potem w biedaszybach. W 1937 wyjechał do Belgii. Powrócił do Polski w 1946. Był związany z ruchem lewicowym. W okresie emigracji zarobkowej wstąpił do Komunistycznej Partii Belgii, a po powrocie do kraju w szeregi komunistycznej PPR.
Gdy pracował jako rębacz w kopalni węgla kamiennego Jadwiga, 27 lipca 1947 wystosował list otwarty do górników, wzywający do współzawodnictwa pracy i przekraczania norm, w którym pisał m.in.:

Od maja ubiegłego roku pracuję jako rębacz na kopalni „Jadwiga” w Zabrzu. W lutym br. wykonałem normę 240%, wyrąbując 72,5 m chodnika. W kwietniu wykonałem normę 293%, wyrąbując 85 m chodnika. W maju dałem 270%, wyrąbując 78 m chodnika.

Następnie wezwał do współzawodnictwa innych górników. Wierzył, że w ten sposób zostanie przyspieszona odbudowa zniszczonej Polski. Do historii przeszło jego hasło: Kto wyrobi więcej ode mnie?, znane dzisiaj również pod zniekształconą formą Kto wyrąbie więcej niż ja?.
Ogłoszony został przez propagandę pierwszym polskim przodownikiem pracy. W wersji oficjalnej zmarł na białaczkę, a według innych relacji przyczyną zgonu mogło być usunięcie trzech zębów i następnie zbyt szybki powrót do pracy, co zaowocowało zakażeniem krwi. Po jego śmierci popularne stały się w Polsce powiedzonka Gdy chcesz trafić na Sąd Boski, pracuj tak jak Wicek Pstrowski oraz Wincenty Pstrowski, górnik ubogi, przekroczył normę, wyciągnął nogi.
Pochowany został 21 kwietnia 1948 na cmentarzu parafii św. Anny w Zabrzu.

## Odznaczenia
2 lipca 1947 otrzymał Brązowy Krzyż Zasługi. Postanowieniem prezydenta Bolesława Bieruta z 20 listopada 1947 roku został odznaczony Krzyżem Kawalerskim Orderu Odrodzenia Polski za ofiarną i wydajną pracę w Przemyśle Hutniczym l Węglowym. 22 lipca 1949 pośmiertnie nadano mu również Order Budowniczych Polski Ludowej (w gronie pierwszych wyróżnionych).

## Upamiętnienie

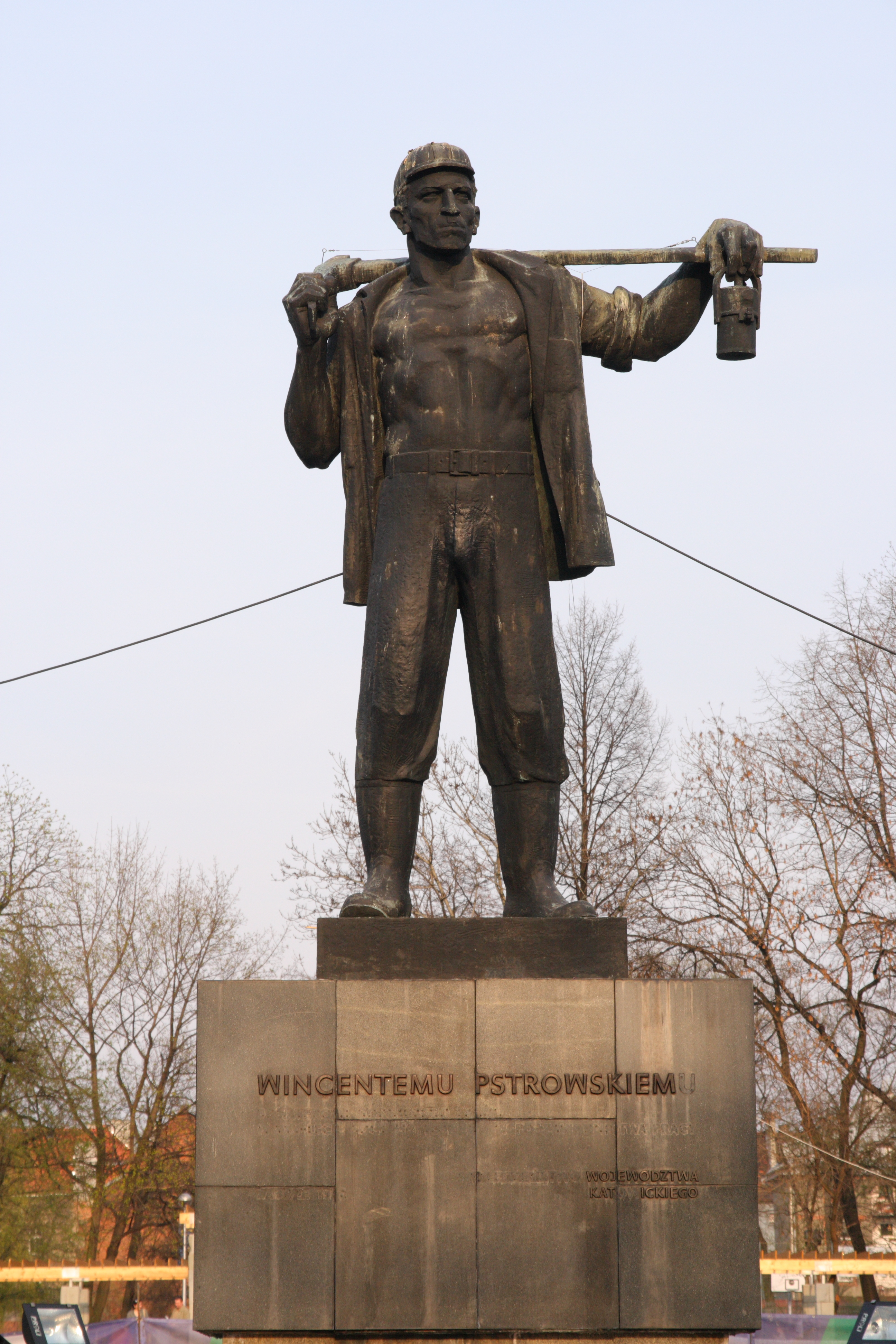
Pomnik Wincentego Pstrowskiego w Zabrzu (2009)

Na cześć inicjatora ruchu współzawodnictwa pracy kopalnię Jadwiga, w której pracował, przemianowano na kopalnię im. Pstrowskiego. Jego imię nosił również statek towarowy z serii tzw. rudowęglowców oraz w latach 1954–1990 jedno z sanatoriów w Rabce-Zdroju, a do 1990 roku jedno z osiedli w Żorach (obecnie os. Korfantego) i w Przemyślu (obecnie os. Glazera). 1 grudnia 1951 imię Wincentego Pstrowskiego nadano Politechnice Śląskiej w Gliwicach (odebrano je ustawą Sejmu w październiku 2006 roku).
Nazwiskiem Pstrowskiego nazwano również w wielu miejscowościach ulice (m.in. w Jawiszowicach, Krakowie, Kołobrzegu, Lądku-Zdroju, Kudowie-Zdroju, Lublinie, Łęcznej, Przemyślu, Olsztynie, Ostrołęce, Starachowicach, Sopocie i Warszawie) i place (m.in. w Tychach, Wałbrzychu), jednak po 1990 roku ich nazwy zostały zmienione. Nazwa ulic Wincentego Pstrowskiego została wytypowana do zmian jako wypełniająca, zdaniem IPN, normę art. 1 Ustawy z dnia 1 kwietnia 2016 r. o zakazie propagowania komunizmu lub innego ustroju totalitarnego przez nazwy budowli, obiektów i urządzeń użyteczności publicznej.
Pomnik Wincentego Pstrowskiego znajdował się w Zabrzu (autor: Marian Konieczny). W 2018 roku zabrzańscy radni zdecydowali, iż podlegający dekomunizacji pomnik Wincentego Pstrowskiego w Zabrzu zostanie przebudowany na pomnik upamiętniający Brać Górniczą, a działkę, na której się znajduje, obejmie tamtejsze Muzeum Górnictwa Węglowego.
Do 2001 roku imię W. Pstrowskiego nosiła Szkoła Podstawowa nr 3 w Jastrzębiu Zdroju. Imię Wincentego Pstrowskiego nosiła również Szkoła Sportowa nr 4 w Mysłowicach (obecnie jest to Zespół Szkół Sportowych imienia Olimpijczyków Śląskich – imię szkoły zmienione w 1997 roku).
W 1977 roku Stefan Szlachtycz zrealizował telewizyjny film fabularny o Pstrowskim Kto da więcej co ja (w roli głównej wystąpił Jan Bógdoł). O okolicznościach jego realizacji opowiada sztuka Prezent dla towarzysza Edwarda G. (rok produkcji 2008, reżyseria: Janusz Dymek) wyemitowana w Teatrze TV.
W okresie PRL została ustanowiona Odznaka im. Wincentego Pstrowskiego.
W 1989 r. z okazji 45-lecia PRL-u Poczta Polska wyemitowała w nakładzie 5 mln sztuk upamiętniający go znaczek pocztowy o nominale 35 złotych.